# Florent Mouvet
Florent Gillain Joseph Mouvet (Nismes, 17 juli 1897 - Philippeville, 16 december 1972) was een Belgisch volksvertegenwoordiger.

## Levensloop
Mouvet was de zevende van de negen kinderen van Jules Mouvet (1863-1939) en Rosalie Gerard (1867-1941). Hij trouwde met Yvonne Lambert (° 1901). Het gezin bleef waarschijnlijk kinderloos.
Als beroep was hij directeur van een vennootschap en hij sloot zich aan bij de Belgische Werkliedenpartij. 
Van 1946 tot 1958 was hij gemeenteraadslid van Philippeville.
In februari 1958 werd hij socialistisch volksvertegenwoordiger voor het arrondissement Dinant, in opvolging van de overleden Roger Rommiée. Bij de wetgevende verkiezingen van juni 1958 was hij ofwel geen kandidaat, ofwel werd hij niet verkozen. Dit was alvast het einde van zijn parlementair mandaat.